# Спацум 1
Спацум 1 (англ. Spuzzum 1) — індіанська резервація в Канаді, у провінції Британська Колумбія, у межах регіонального округу Фрейзер-Велі.

## Населення
За даними перепису 2016 року, індіанська резервація нараховувала 39 осіб, показавши зростання на 21,9%, порівняно з 2011-м роком. Середня густина населення становила 29,2 осіб/км².

## Клімат
Середня річна температура становить 6,2°C, середня максимальна – 18,8°C, а середня мінімальна – -8,5°C. Середня річна кількість опадів – 1 131 мм.
| Клімат поселення                              | Клімат поселення | Клімат поселення | Клімат поселення | Клімат поселення | Клімат поселення | Клімат поселення | Клімат поселення | Клімат поселення | Клімат поселення | Клімат поселення | Клімат поселення | Клімат поселення | Клімат поселення |
| Показник                                      | Січ.             | Лют.             | Бер.             | Квіт.            | Трав.            | Черв.            | Лип.             | Серп.            | Вер.             | Жовт.            | Лист.            | Груд.            |                  |
| Середній максимум, °C                         | 1,84             | 4,52             | 6,94             | 10,57            | 14,23            | 17,48            | 17,58            | 18,79            | 15,11            | 10,16            | 3,73             | −0,14            |                  |
| Середня температура, °C                       | −3,34            | −0,66            | 1,74             | 5,37             | 9,04             | 12,29            | 15,08            | 16,28            | 12,60            | 7,66             | 1,23             | −2,65            |                  |
| Середній мінімум, °C                          | −8,52            | −5,85            | −3,46            | 0,20             | 3,84             | 7,10             | 12,57            | 13,78            | 10,11            | 5,16             | −1,29            | −5,16            |                  |
| Норма опадів, мм                              | 156              | 106              | 95               | 68               | 62               | 58               | 42               | 41               | 60               | 122              | 173              | 148              |                  |
| Середньомісячна швидкість вітру, м/с          | 2.40             | 2.46             | 2.50             | 2.68             | 2.48             | 2.48             | 2.36             | 2.17             | 2.01             | 2.07             | 2.29             | 2.29             |                  |
| Середньомісячна сонячна радіація, кДж/м²·день | 3348             | 6436             | 10416            | 15431            | 18971            | 20446            | 21787            | 18699            | 13358            | 7402             | 3604             | 2597             |                  |
| --------------------------------------------- | ---------------- | ---------------- | ---------------- | ---------------- | ---------------- | ---------------- | ---------------- | ---------------- | ---------------- | ---------------- | ---------------- | ---------------- | ---------------- |
| Джерело:                                      |                  |                  |                  |                  |                  |                  |                  |                  |                  |                  |                  |                  |                  |